# 1969年至1970年NBA賽季
1969-70赛季是NBA第24个赛季，纽约尼克斯4:3击败洛杉矶湖人获得总冠军。

## 值得注意的事情
- 1970年NBA全明星赛在费城举行，东部明星队142-135击败西部明星队，纽约尼克斯球员威利斯·里德获得MVP.

## 成绩

### 东部联盟
| 球队              | 胜 | 负 | 胜率 | 落后 |
| ----------------- | -- | -- | ---- | ---- |
| 纽约尼克斯（1）   | 60 | 22 | .732 | -    |
| 密尔沃基雄鹿（2） | 56 | 26 | .683 | 4    |
| 巴尔的摩子弹（3） | 50 | 32 | .610 | 10   |
| 费城76人（4）     | 42 | 40 | .512 | 18   |
| 辛辛那提皇家      | 36 | 46 | .439 | 24   |
| 波士顿凯尔特人    | 34 | 48 | .415 | 26   |
| 底特律活塞        | 31 | 51 | .378 | 29   |

### 西部联盟
| 球队              | 胜 | 负 | 胜率 | 落后 |
| ----------------- | -- | -- | ---- | ---- |
| 亚特兰大老鹰（1） | 48 | 34 | .585 | -    |
| 洛杉矶湖人（2）   | 46 | 36 | .561 | 2    |
| 芝加哥公牛（3）   | 39 | 43 | .476 | 9    |
| 菲尼克斯太阳（4） | 39 | 43 | .476 | 9    |
| 西雅图超音速      | 36 | 46 | .439 | 12   |
| 旧金山勇士        | 30 | 52 | .366 | 18   |
| 圣迭戈火箭        | 27 | 55 | .329 | 21   |

|  | 赛区冠军 |

|  | 进入季后赛 |

|  | 最后的总冠军 |

（1）-（4）种子排名

## 个人数据统计
| 项目         | 球员           | 球队         | 数据  |
| 平均每场得分 | 杰里·韦斯特    | 洛杉矶湖人   | 31.2  |
| 平均每场篮板 | 埃尔文·海耶斯  | 洛杉矶湖人   | 16.9  |
| 平均每场助攻 | 兰尼·威尔肯斯  | 西雅图超音速 | 9.1   |
| 投篮命中率   | 约翰尼·格林    | 辛辛那提皇家 | 55.9% |
| 罚篮命中率   | Flynn Robinson | 密尔沃基雄鹿 | 89.8% |

## NBA奖项
- 最有价值球员：威利斯·里德（纽约尼克斯）
- 最佳新秀：卢·阿尔辛多（密尔沃基雄鹿）
- 最佳教练：Red Holzman（纽约尼克斯）

NBA最佳阵容一队：
- 比利·坎宁安（费城76人）
- 康尼·霍金斯（亚特兰大鹰）
- 威利斯·里德（纽约尼克斯）
- 杰里·韦斯特（洛杉矶湖人）
- 沃尔特·弗雷泽（纽约尼克斯）

NBA最佳阵容二队：
- 约翰·哈夫利切克（波士顿凯尔特人）
- 盖斯·约翰逊（巴尔的摩子弹）
- 卢·阿尔辛多（密尔沃基雄鹿）
- 卢·哈德森（亚特兰大鹰）
- 奥斯卡·罗伯逊（辛辛那提皇家）

NBA最佳新秀阵容：
- 卢·阿尔辛多（密尔沃基雄鹿）
- 鲍伯·丹德里奇（密尔沃基雄鹿）
- Jo·Jo·怀特（波士顿凯尔特人）
- Mike Davis（巴尔的摩子弹）
- Dick Garrett（洛杉矶湖人）

NBA最佳防守阵容一队：
- 戴夫·德布斯切尔（纽约尼克斯）
- 盖斯·约翰逊（巴尔的摩子弹）
- 威利斯·里德（纽约尼克斯）
- 沃尔特·弗雷泽（纽约尼克斯）
- 杰里·韦斯特（洛杉矶湖人）

NBA最佳防守阵容二队：
- 约翰·哈夫利切克（波士顿凯尔特人）
- 比尔·布里奇斯（亚特兰大老鹰）
- 卢·阿尔辛多（密尔沃基雄鹿）
- 乔·考德威尔（亚特兰大老鹰）
- 杰里·斯隆（芝加哥公牛）